# Bridgewater House
Bridgewater House (precedentemente conosciuto come Berkshire House e Cleveland House) è un palazzo nel distretto di St. James's nella Città di Westminster a Londra.
È un Grade I listed building e, insieme a Spencer House, Lancaster House, Apsley House e Dudley House, Bridgewater House è uno degli ultimi dei molti palazzi residenziali che un tempo ornavano il centro di Londra.

## Storia

### XVIII secolo
Il primo edificio noto costruito fu Berkshire House, costruito nel 1626-27 per Thomas Howard, I conte di Berkshire, secondogenito di Thomas Howard, I conte di Suffolk e Master of the Horses di Carlo I d'Inghilterra quando ancora era principe di Galles.
Dopo essere stata occupata dalle truppe parlamentari durante la guerra civile inglese, fu utilizzata come ambasciata portoghese, abitata dal Edward Hyde, I conte di Clarendon e in seguito occupata da Barbara Palmer, la più famosa amante di Carlo II d'Inghilterra che venne creata duchessa di Cleveland nel 1670, per questo l'edificio prese il nome di Cleveland House. Alla Palmer si attribuisce l'aggiunta di nuove ali e il rinnovamento della facciata.
Dopo essere stato posseduto per alcuni anni da uno speculatore, l'edificio fu venduto nel 1700 a John Egerton, III conte di Bridgewater, dopo di che passò per via ereditaria fino al 1948.

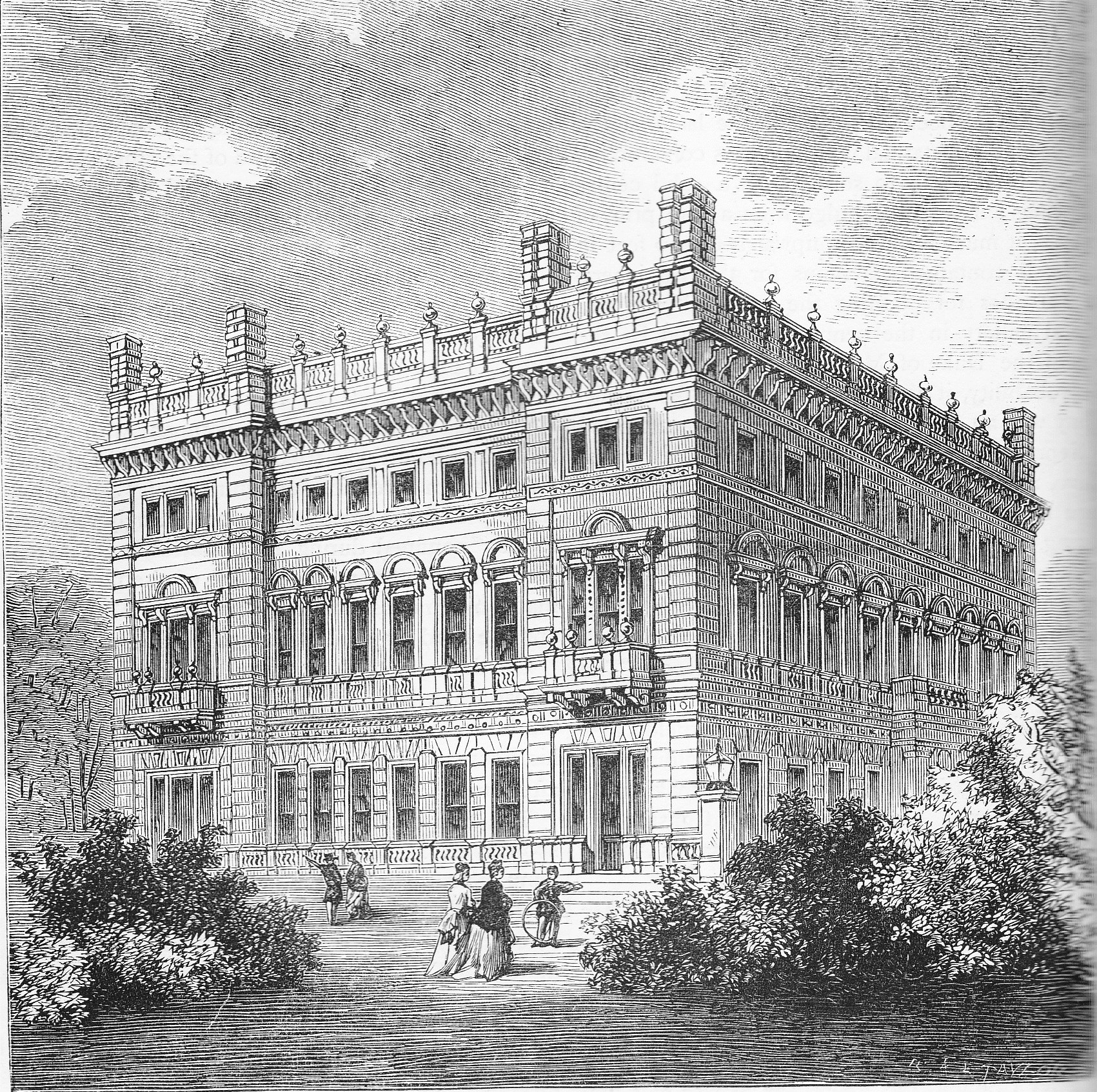
Bridgewater House nel XIX secolo.

### XIX secolo
Nel 1840 Cleveland House fu progettata nuovamente in un particolare stile neoclassico, detto Palazzo style, da Sir Charles Barry. La costruzione venne completata e rinominata nel 1854 per lord Francis Leveson-Gower, erede designato di Francis Egerton, III duca di Bridgewater.

### XX secolo
Durante la battaglia d'Inghilterra (meglio conosciuta come The Blitz) nella seconda guerra mondiale, l'edificio fu gravemente danneggiato. Nel 2009 fu rinvenuto l'olio su tela Carlo I insultato dai soldati di Cromwell di Delaroche.
Nel 1981 Bridgewater House è stata acquistata e restaurata dall'armatore greco Giannis Latsis ed è ancora proprietà della sua famiglia.

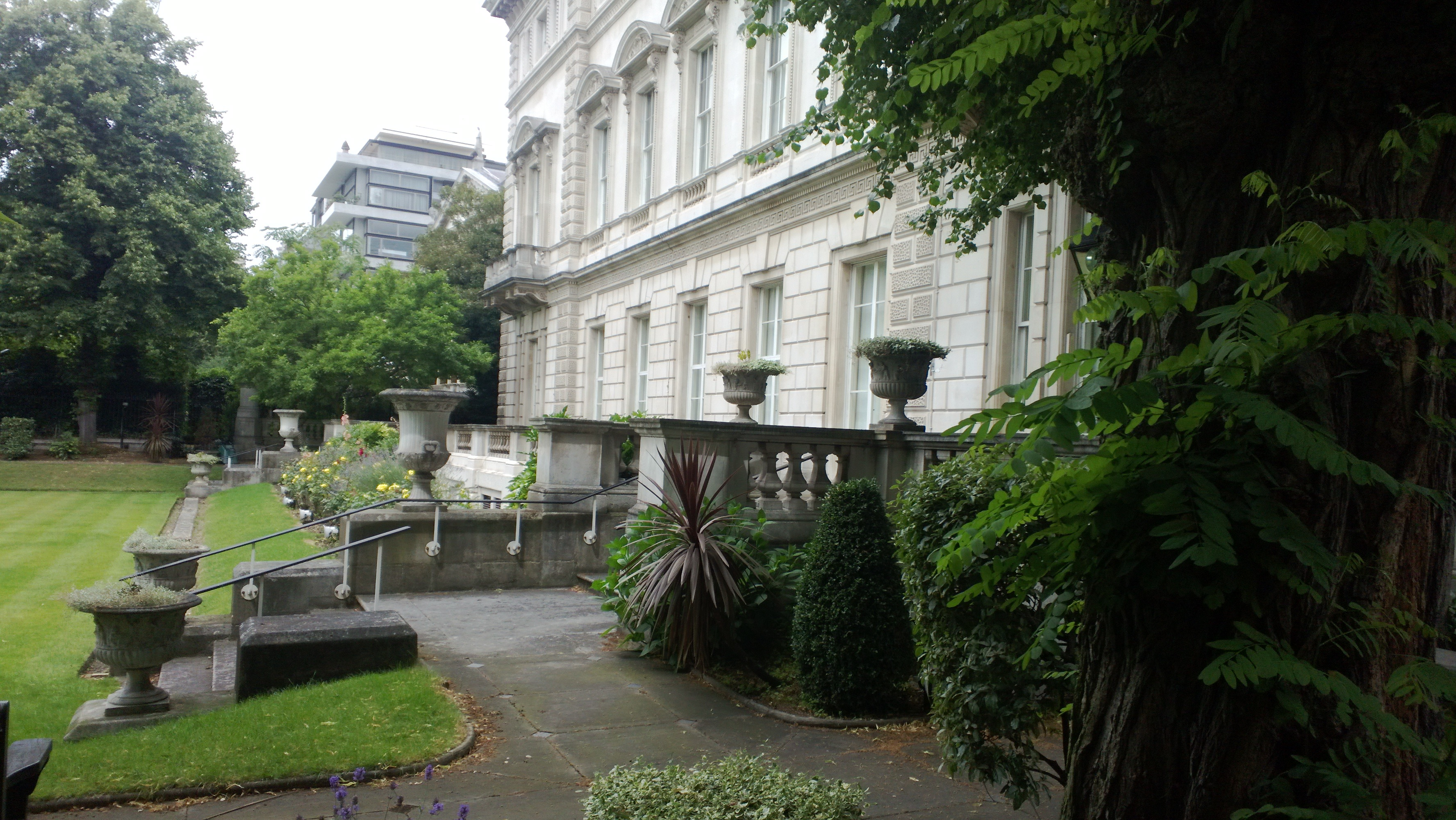
Il giardino di Bridgewater House.

## Architettura ecollezione d'Orléans
L'attuale edificio, formato da tre piani più un piano interrato, è costruito in pietra di Bath e tetto in ardesia.
È famoso per essere stato il sito della Stafford Gallery (in Cleveland House) e Bridgewater Gallery (in Bridgewater House), dove l'enorme collezione di dipinti del duca di Bridgewater era semi-aperta al pubblico. La collezione comprendeva circa 70 dipinti della famosa collezione d'Orléans.